# Притајено зло (филмски серијал)
Притајено зло (енгл. Resident Evil) акциона је хорор филмска серија по истоименој серији видео-игара коју производи Capcom.
У јануару 1998. немачки студио Constantin Film купио је права за екранизацију серије. Године 2001. Screen Gems је преузео права на дистрибуцију и ангажовао Пола В. С. Андерсона као сценаристу и редитеља за филм Притајено зло (2002). Андерсон је наставио рад сценаристе и продуцента на филмовима Притајено зло: Апокалипса (2004) и Притајено зло: Истребљење (2007), док се вратио као редитељ за филмове Притајено зло: Живот после смрти (2010), Притајено зло: Освета (2012) и Притајено зло: Коначно поглавље (2016). Ових шест филмова прате Алис (Мила Јововић), која се не појављује у видео-играма. Алис је бивши стручњак за безбедност и тајни оперативац који се бори против корпорације Umbrella, чије је биолошко оружје изазвало зомби апокалипсу. Ликови из видео-игара који се појављују у филмовима су: Клер Редфилд, Џил Валентајн, Ејда Вонг, Карлос Оливера, Крис Редфилд, Леон С. Кенеди, Бари Бертон, као и антагонисти Алберт Вескер и Џејмс Маркус.
Године 2021. приказан је рибут, Притајено зло: Почетак.
Упркос томе што сви делови добили углавном негативне критике, серија Притајено зло је зарадила преко 1,2 милијарде долара. У различитим периодима током 2010-их, била је филмска серија са највећом зарадом по на видео-игри, филмска серија о зомбијима са највећом зарадом и серија хорор филмова са највећом зарадом, иако је од тада превазиђена у свим овим категоријама.

## Филмови
| Филм                             | Година            | Редитељ            | Сценарио           | Продуцент                                                                       |
| Оригинална серија                | Оригинална серија | Оригинална серија  | Оригинална серија  | Оригинална серија                                                               |
| -------------------------------- | ----------------- | ------------------ | ------------------ | ------------------------------------------------------------------------------- |
| Притајено зло                    | 2002.             | Пол В. С. Андерсон | Пол В. С. Андерсон | Пол В. С. Андерсон, Бернд Ајхингер, Самјуел Хадида и Џереми Болт                |
| Притајено зло: Апокалипса        | 2004.             | Александер Вит     | Пол В. С. Андерсон | Пол В. С. Андерсон, Џереми Болт и Дон Кармоди                                   |
| Притајено зло: Истребљење        | 2007.             | Расел Макалхи      | Пол В. С. Андерсон | Пол В. С. Андерсон, Бернд Ајхингер, Самјуел Хадида, Роберт Кулцер и Џереми Болт |
| Притајено зло: Живот после смрти | 2010.             | Пол В. С. Андерсон | Пол В. С. Андерсон | Пол В. С. Андерсон, Џереми Болт, Роберт Кулцер, Дон Кармоди и Самјуел Хадида    |
| Притајено зло: Освета            | 2012.             | Пол В. С. Андерсон | Пол В. С. Андерсон | Пол В. С. Андерсон, Џереми Болт, Роберт Кулцер, Дон Кармоди и Самјуел Хадида    |
| Притајено зло: Коначно поглавље  | 2016.             | Пол В. С. Андерсон | Пол В. С. Андерсон | Пол В. С. Андерсон, Џереми Болт, Роберт Кулцер и Самјуел Хадида                 |
| Рибут серија                     |                   |                    |                    |                                                                                 |
| Притајено зло: Почетак           | 2021.             | Јоханес Робертс    | Јоханес Робертс    | Џејмс Харис, Хартли Горенстајн и Роберт Кулцер                                  |